# Guillaume Faury
Pour les articles homonymes, voir Faury.
Guillaume Faury, né le 22 février 1968 à Cherbourg, est un ingénieur et chef d'entreprise français. Il a notamment été directeur d'Airbus Helicopters avant de prendre la tête en février 2018 d'Airbus Commercial Aircraft.
Le 8 octobre 2018, il est désigné comme successeur de Tom Enders en tant que dirigeant du groupe Airbus par son conseil d'administration. Ces nouvelles fonctions sont effectives à compter du 10 avril 2019.

## Biographie

### Enfance et études
Guillaume Faury est né à Cherbourg, le 22 février 1968. Son père, François, est un industriel, polytechnicien, il dirige les Ateliers et chantiers du Havre. Sa mère, Annick, était une élue centriste, longtemps adjointe au maire du Havre Antoine Rufenacht.
Il effectue ses classes préparatoires au lycée jésuite Sainte-Geneviève de Versailles. Diplômé de l'École polytechnique(promo X87), Guillaume Faury intègre le Corps des ingénieurs de l'armement et l'École nationale supérieure de l'aéronautique et de l'espace dont il ressort diplômé.
Il poursuit à l'École du personnel navigant d'essais et de réception (EPNER) à Istres suivi d'un DESS de l'Institut d'administration des entreprises à Aix-en-Provence.

### Carrière professionnelle

#### 1993 - DGA
En 1993, il entre à la délégation générale pour l'armement au centre d'essais en vol à Istres. Il y occupe le poste d'ingénieur essais en vol jusqu'en 1995 avant de devenir responsable adjoint dans le département hélicoptères.

#### 1998 - Eurocopter
De 1998 à 2001, Guillaume Faury est ingénieur en chef chez Eurocopter. Responsable du département essais en vol des hélicoptères commerciaux jusqu'en 2003, il devient directeur du centre d'affaires Hélicoptères commerciaux. Il est ensuite membre du comité exécutif, directeur des programmes commerciaux, chargé de la recherche et du développement en 2008. 

#### 2009 - PSA
En 2009, en désaccord avec le directeur d'Eurocopter, Lutz Bertling, il démissionne et rejoint le Groupe PSA en tant qu'adjoint du directeur technique et industriel. Le 18 juin 2009, il devient membre du directoire de PSA Peugeot Citroën, comme directeur technique et industriel. À partir du 1er septembre 2010, il devient Membre du Directoire PSA Peugeot Citroën, directeur de la recherche et du développement.

#### 2013 - Eurocopter
En 2013, il revient chez Eurocopter, nommé par Thomas Enders président exécutif d’Eurocopter en remplacement de Lutz Bertling,.
En décembre 2017, Marianne annonce s'être procuré un courrier dans lequel un agent koweïtien d'Airbus Helicopters réclame à Guillaume Faury 6 % sur la vente de 30 hélicoptères militaires. Les informations sont néanmoins rapidement démenties.[pertinence contestée]

#### 2018 - Airbus et GIFAS
En février 2018, Guillaume Faury est à la tête de la branche aviation commerciale d’Airbus: en remplaçant Fabrice Brégier, il devient le numéro 2 du groupe,.
Le 10 avril 2019, il devient le nouveau président exécutif du groupe Airbus et succède à Tom Enders.
Le 8 juillet 2021, il prend la présidence du GIFAS, succédant à Éric Trappier.

## Vie privée
Bien que président d'Airbus Group, dont le siège est à Blagnac, Guillaume Faury vit la majorité du temps à Paris. Il a trois enfants.
Il parle français, anglais, allemand et apprend le chinois. Il est par ailleurs très sportif, pratiquant entre autres le marathon, le trail, la randonnée, le VTT, la voile, la natation, le ski et l’alpinisme .

## Distinctions
- Officier de la Légion d'honneur (11 juillet 2025)[18].